# 巨野战役
巨野战役也称龙凤战役，是第二次国共内战中的一场战斗。
定陶战役后，國民革命軍第5軍和整编第11师占领菏泽，继续向鲁西南根据地进攻。1946年9月29日，刘伯承下达作战命令，决定阻击5军主攻11师。在龙堌集第五軍被成功阻击；但在章缝集（张凤集），整11师一个团重创围攻的几个纵队。10月7日，刘邓决定撤围。10月16和18日，国军整11师和5军分别占领巨野、嘉祥，10月24日，整11师占领郓城。

刘伯承在战后总结教训时说：
“此次我军与敌人陷于抵角僵持的笨拙状态，敌人十分谨慎，迟迟不前，我军则未能大踏步进退调动迷惑敌人，使其暴露弱点，反陷于被动。假若此次我军把主力拉远一些，只以小部队接敌侦察，使敌人敢于大胆前进，待敌人进入我预定战场，突然进入战斗，打敌薄弱部分，定能奏效。因此我军在战役中，主力宜于大踏步宽大机动的进退，才能出其不意，攻敌不备，便于各个歼灭敌人。”